# Šaban Trstena
Šaban Trstena (mazedonisch Шабан Трстена; albanisch Shaban Tërstena; * 1. Januar 1965 in Skopje, SFR Jugoslawien, heute Nordmazedonien) ist ein ehemaliger Ringer aus Nordmazedonien, der zuvor für Jugoslawien antrat.
Er gehört der albanischen Volksgruppe in Nordmazedonien an.

## Biografie
Šaban Trstena konnte 1982 sowohl bei den Weltmeisterschaften in Katowice als auch bei den Europameisterschaften in Warna die Bronzemedaille gewinnen. Im Alter von erst 19 Jahren wurde er bei den Olympischen Sommerspielen 1984 in Los Angeles durch den Gewinn der Goldmedaille im Fliegengewicht im freien Stil der bisher jüngste Olympiasieger im Ringen. Nur wenige Monate zuvor hatte er auch den Europameistertitel in dieser Disziplin gewinnen können. Neben weiteren Silber- und Bronzemedaillen bei verschiedenen Europameisterschaften konnte er bei seiner zweiten Olympiateilnahme 1988 in Seoul im Fliegengewicht im freien Stil die Silbermedaille gewinnen. Zwei Jahre später wurde er zum zweiten Mal Europameister. Zudem holte er drei Goldmedaillen bei Mittelmeerspielen.
Bei den Olympischen Sommerspielen 1996 erreichte er den 5. Platz.